# Miguel Ángel Nicolau
Migúel Ángel Urusa Nicolau (14 de diciembre de 1941, General Pico, La Pampa, secuestrado desaparecido, 27 de enero de 1977, Rosario) sacerdote salesiano tercermundista, partipaba del Movimiento Mallinista, docente, militante sindical  y de la Juventud Universitaria Peronista, víctima de la última dictadura cívico militar de Argentina.

## Breve reseña
Estudió en el Colegio Domingo Savio de Santa Rosa y en el Colegio Nacional de General Pico. Se trasladó a Bernal, provincia de Buenos Aires, donde cursó como seminarista y se ordenó sacerdote, en una ceremonia conducida por el Obispo Carlos Ponce de León, quien también sería víctima de la dictadora cívico militar. Perteneció a la Orden salesiana y estuvo vinculado al Movimiento de Sacerdotes para el Tercer Mundo.

Ejerció la docencia en el Colegio San José de la congregación de Don Bosco y desarrolló su trabajo pastoral en villas miseria de la ciudad de Rosario, como así también formó parte y acompañó al Movimiento Mallinista, lo hizo en esta ciudad y también en San Nicolás.

En la Universidad Nacional de Rosario, donde estudiaba Psicología, se vinculó a la Juventud Universitaria Peronista (JUP).

## Secuestro y desaparición
Miguel Ángel Nicolau fue secuestrado en su domicilio en octubre de 1976. Según testimonios de ex detenidos, estuvo en el Servicio de Informaciones de Rosario. Permanece desaparecido.

## Documental
En septiembre de 2006 se presentó un documental sobre trabajadores de la educación desaparecidos que recorre la historia de Miguel Ángel, Osvaldo Seggiaro, Raúl Héctor García, María Susana Brocca, Ana María Gutiérrez, Nora Elma Larrosa, Luis Eduardo Lescano Jobet, Graciela Elina Teresa Lo Tufo Martínez y Elvira Estela Márquez Dreyer.